# سده ۱۳ (قمری)
| سده‌ها: | سده ۱۲ - سده ۱۳ - سده ۱۴                          |
| دهه‌ها: | ۱۲۰۰ ۱۲۱۰ ۱۲۲۰ ۱۲۳۰ ۱۲۴۰ ۱۲۵۰ ۱۲۶۰ ۱۲۷۰ ۱۲۸۰ ۱۲۹۰ |

قرن ۱۳ قمری یا سده سیزده (قمری) در تقویم هجری قمری به فاصله سالهای ۱۲۰۱ تا ۱۳۰۰ قمری گفته می‌شود.

## چهره‌های برجسته
- وصال شیرازی
- محسن سلطان‌آبادی عراقی
- آقانورالدین عراقی
- هاتف اصفهانی
- آذر بیگدلی
- میرزا نصرالله بهار شیروانی
- عارف قزوینی
- قاآنی شیرازی
- فروغی بسطامی
- ناطق مکرانی
- یغما جندقی
- نشاط اصفهانی
- مطیع
- صدرالسادات کازرونی
- کوثر علیشاه همدانی
- رضاقلی خان هدایت
- صباحی بیدگلی
- شیدای گراشی
- ابراهیم نادری کازرونی